# Oreodera basiradiata
Oreodera basiradiata là một loài bọ cánh cứng trong họ Cerambycidae.